# ロバート・クオック
ロバート・クオック（英語: Robert Kuok Hock Nien、中国語: 郭鶴年、1923年10月6日 - ）は、マレーシアのクオック・グループ、香港のケリー・プロパティーズを率いる実業家。

## 経歴

### 生い立ち
1923年10月6日、ジョホール・バルで、福州系の郭欽鑑（Kuok Keng Kang）と鄭格如（Tang）夫人の次男として生まれる。兄・郭鶴挙（Philip Kuok Hock Khee、フィリップ）は当初一族の企業に関わっていたがのちに外交官となり、弟・郭鶴麟（William、ウィリアム）はマラヤ共産党に参加し早逝した。
1939年、ジョホール・バル英語学院卒、シンガポールのラッフルズ大学入学。
戦時中はジョホール・バルで三菱商事の米穀部門に勤務。

### 食料品産業
1948年、父・欽鑑が死去。父の死後、一族が経営していた東昇公司（Tong Seng & Co.）は整理・解散され、郭は翌1949年4月にクアラルンプールで設立された東昇公司の事業承継会社・郭兄弟有限公司（Kuok Brothers Sdn. Bhd.：KB）の取締役となった。同社の初代会長兼社長は兄・鶴挙。
1955年、郭はシンガポールの貿易会社・リクウド社（Rickwood & Co.）を買収、同社は1960年代に郭兄弟シンガポール有限公司 Kuok Brothers Singapore と改称した。KBは同社を通じて世界的な商品取引に進出することになった。
1959年10月、KBは日新製糖・三井物産と合弁で、北マラヤのプライ (マレーシア)にマラヤ製糖（MSM）を設立。マレーシアにおける砂糖消費の増加を背景に、砂糖の生産・精製に乗り出した。MSMは1964年に精糖業を開始した。
1960年、郭はロンドンを訪問した際に、ロンドン砂糖取引所（Sugar Terminal）の会員権を購入。国際的な砂糖の取引網に関わり、東南アジアの「砂糖王（Sugar King）」として知られるようになった。
1962年2月、KBは政府と合弁でポート・クランの自由貿易区に小麦粉の生産会社フェデラル・フラワー・ミルズ（Federal Flour Mills Bhd.: FFM）を設立した。
1966年、兄・鶴挙がKBの会長・社長を退任。
1968年11月、KBはプルリス州・チュピンでサトウキビ栽培を行うプルリス・プランテーション社（PPB）を設立。同社は1973年に生産を開始した。また連邦土地開発庁（FELDA）と合弁で第2の製糖工場を運営するフェルダ・プルリス製糖社（Kilang Gula Felda Perlis Sdn. Bhd.）を設立、PPBが株式の50％を保有した。
1976年にPPBはMSMを買収し、栽培、加工、精製、流通など砂糖産業の主な要素を統轄する会社となった。PPBは1988年にはFFMも買収した。

### 海運業
1960年代にマレーシア政府は国有の海運会社創設を志向し、原糖の輸入に船をチャーターしていたKBに、海運会社創設の可能性について調査を依頼した。
1967年9月に日本とマレーシアの間で血債協定が締結された際に、マレーシアのラーマン首相は金銭賠償のかわりに特注船2隻を日本から得ることにした。
1968年11月、マ政府と諸企業の合弁会社でマレーシア国際海運公社（MISC）が設立され、メッカ巡礼基金運営庁（Lembaga Urusan dan Tabung Haji: LUTH）と曹氏有限公司（Frank Tsao & Co. Ltd. (Liberia)）およびKBが設立当初の主要株主となり、郭はMISCの初代会長となった。

### シャングリラ・ホテルと観光業
1967年に、 シンガポールにシャングリラ・ホテルの建設を決定。
1968年、マレーシア・シンガポール航空会長。
マレーシア観光開発公社（Tourist Development Corporation Malaysia）会長に就任。
1971年6月 ペナンでラサ・サヤン・ビーチ・ホテル社（Rasa Sayang Beach Hotel Bhd.）設立。
同ホテルのほか、バトゥ・フェリンギにあるゴールデン・サンズ・ホテル（Golden Sands Hotel）とパーム・ビーチ・ホテル（Palm Beach Hotel）も支配。
1970年代、KBと都市開発庁の投資部門・プレンバ（Peremba Sdn. Bhd.）との共同所有企業・Uda ブキ・ナナス社（Uda Bukit Nanas: UBN Holdings）が、クアラルンプールに「シャングリラ多目的ビル」を建設。
郭は上記のほか、香港、タイ王国、イギリス、日本、フィジーにもホテルを建設し、シャングリ・ラ・ホテルズ&リゾーツの経営など多角的な事業を展開するグループを作り上げた。

## 交友関係

### 学友
学生時代に郭は、スジャク・ビン・ラヒマン（Datuk Haji Sujak bin Rahiman）やタイブ・アンダクとともに学んだ。
また後にマレーシア首相となるラザク、シンガポールのリー・クアンユー、エディー・バーカーとも共に学んだ。マレーシア第2代副首相のトゥン・イスマイル（Tun Dr. Ismail）もジョホールの出身で、同窓生。

### 王室
郭一族は東昇公司時代にジョホールのスルタン・イブラヒムと親密な関係を築いており、その後もスルタン・イブラヒムの孫トゥンク・スレイマン（Y.T.M. Tengku Suleiman ibni Tengku Abu Bakar）がPPBの総務部長兼取締役、トゥンク・オスマン（Y.A.M. Tunku Osman Ahmad）がプランギ社（Pelangi Bhd.）の会長となるなど、関係が続いた。

### 株主
KBは華人企業の中では早くからブミプトラ(地元のマレー系住民）を株主とすることに努め、1970年以前のMSMの個人株主は全てブミプトラだった。またKBはジョホールの官吏を株主とすることで関係を強化した。
経営基盤が北部のプロヴィンス・ウェルズリーやプルリス州へ拡大すると、プルリスのラジャのトゥンク・サイド・ブトラ・ジャマルライルやサイド・ナハル・シャハブディンも株主となり、また1964年には政府機関であるメッカ巡礼基金公社（Perbadanan Wang Simpanan Bakal-bakal Haji:Malaysian Muslim Pilgrims Saving Corporation）やプルモダラン・クバングサアン社（Syarikat Permodalan Kebangsaan Limited）も株主となっている。

## 近況
2009年にマレーシアの精糖企業であるPPBグループを売却し、マレーシアの製糖業から撤退したものの、2010年には子会社を通じてオーストラリア製糖企業であるスクロージェンを買収。依然としてアジアの製糖業に影響力を有する。
2011年2月にマレーシアの経済誌がまとめた同国内の長者番付で首位の座を確保している。推定資産総額は500億4,000万リンギ（約1兆3,700億円）。

## グループ企業
- ケリー・プロパティーズ　香港の大手不動産会社。
- シャングリ・ラ・ホテルズ&リゾーツ　世界各地で高級ホテルをチェーン展開。本社は香港。
- ウィルマー・インターナショナル　シンガポールに本拠を置く、アグリビジネス会社。
- オールグリーン・プロパティーズ　シンガポールの不動産開発会社。
- PPBグループ（英語版）　マレーシアで小麦精製、映画館、海運、不動産開発、環境事業など多角経営。